# Dicranota cascadica
Dicranota cascadica är en tvåvingeart som beskrevs av Alexander 1949. Dicranota cascadica ingår i släktet Dicranota och familjen hårögonharkrankar. Inga underarter finns listade i Catalogue of Life.